# Milena Jesenská
Milena Jesenská (1896-1944) foi uma jornalista nascida em 29 de maio de 1896, escritora, tradutora e militante que nasceu e passou a maior parte de sua vida em Praga.
Traduziu parte da obra de Franz Kafka para o tcheco (que embora falasse tcheco fluentemente, escrevia em alemão) e teve com ele um curto relacionamento que rendeu à literatura alemã uma das suas mais belas e profundas correspondências, as célebres Cartas à Milena.
Milena Jesenská fez parte de uma importante primavera feminista em Praga composta pelas alunas do Colégio Minerva. Adulta, foi perseguida pela família por casar com o escritor judeu Ernst Polak e por isso passou a viver em Viena. Ao retornar a Praga depois do divórcio, participou de coletivos feministas, socialistas e antifascistas. Teve uma filha, casou-se novamente, entrou e saiu do partido comunista, trabalhou como jornalista traduzindo (Rosa Luxemburgo, entre outros) e escrevendo artigos (agrupados na edição alemã em Alles ist Leben da editora Neue Kritik de Frankfurt em 1984). Com a ocupação nazista em 1939, perdeu o emprego e entrou na clandestinidade ajudando a organizar a fuga de refugiados judeus e não judeus da Tchecoslováquia, até ser ela mesma presa e enviada para o campo de concentração para mulheres de Ravensbrück onde morreu em 1944, aos 47 anos. Margarete Buber-Neumann, que conheceu Jesenská no campo de concentração e teve com ela um relacionamento íntimo, sobreviveu e escreveu sobre ela uma biografia traduzida para o português.